# Danh sách cầu thủ tham dự Cúp bóng đá Nam Mỹ 1987
Đây là danh sách đội hình các đội tuyển tham dự Cúp bóng đá Nam Mỹ 1987 tổ chức ở Argentina. Vòng đầu tiên diễn ra với 3 bảng mỗi bảng 3 đội với việc Uruguay, là đương kim vô địch, đi thẳng vào bán kết.

## Bảng A

### Argentina
Huấn luyện viên: Carlos Bilardo
| Số | Vt | Cầu thủ                | Ngày sinh (tuổi)            | Số trận | Câu lạc bộ         |
| -- | -- | ---------------------- | --------------------------- | ------- | ------------------ |
| 1  | TĐ | Roque Alfaro           | 15 tháng 8, 1956 (30 tuổi)  |         | River Plate        |
| 2  | TV | Sergio Batista         | 9 tháng 11, 1962 (24 tuổi)  |         | Argentinos Juniors |
| 3  | TĐ | Claudio Caniggia       | 9 tháng 1, 1967 (20 tuổi)   |         | River Plate        |
| 4  | TĐ | Oscar Dertycia         | 3 tháng 3, 1965 (22 tuổi)   |         | Instituto Córdoba  |
| 5  | HV | José Luis Brown        | 10 tháng 11, 1956 (30 tuổi) |         | Brest              |
| 6  | HV | Hernán Diaz            | 26 tháng 2, 1965 (22 tuổi)  |         | Rosario Central    |
| 7  | TĐ | Juan Gilberto Funes    | 8 tháng 3, 1963 (24 tuổi)   |         | River Plate        |
| 8  | TV | Oscar Acosta           | 18 tháng 10, 1964 (22 tuổi) |         | Ferro Carril Oeste |
| 9  | HV | José Luis Cuciuffo     | 1 tháng 2, 1961 (26 tuổi)   |         | Vélez Sársfield    |
| 10 | TV | Diego Maradona         | 30 tháng 10, 1960 (26 tuổi) |         | Napoli             |
| 11 | TĐ | José Alberto Percudani | 26 tháng 3, 1965 (22 tuổi)  |         | Independiente      |
| 12 | TV | Darío Siviski          | 20 tháng 12, 1962 (24 tuổi) |         | San Lorenzo        |
| 13 | HV | Oscar Garré            | 9 tháng 12, 1956 (30 tuổi)  |         | Ferro Carril Oeste |
| 14 | TV | Ricardo Giusti         | 11 tháng 12, 1956 (30 tuổi) |         | Independiente      |
| 15 | TM | Luis Islas             | 25 tháng 12, 1965 (21 tuổi) |         | Independiente      |
| 16 | HV | Julio Olarticoechea    | 8 tháng 10, 1958 (28 tuổi)  |         | Argentinos Juniors |
| 17 | TĐ | Pedro Pasculli         | 17 tháng 5, 1960 (27 tuổi)  |         | Lecce              |
| 18 | TM | Sergio Goycoechea      | 17 tháng 10, 1963 (23 tuổi) |         | River Plate        |
| 19 | HV | Oscar Ruggeri          | 26 tháng 1, 1962 (25 tuổi)  |         | River Plate        |
| 20 | TV | Carlos Tapia           | 20 tháng 8, 1962 (24 tuổi)  |         | Boca Juniors       |
| 21 | HV | Jorge Theiler          | 12 tháng 5, 1964 (23 tuổi)  |         | Newell's Old Boys  |
| 22 | TM | Jorge Bartero          | 28 tháng 10, 1957 (29 tuổi) |         | Vélez Sársfield    |

### Ecuador
Huấn luyện viên:  Luis Grimaldi
| Số | Vt | Cầu thủ            | Ngày sinh (tuổi)            | Số trận | Câu lạc bộ       |
| -- | -- | ------------------ | --------------------------- | ------- | ---------------- |
| 1  | TM | Héctor Chiriboga   | 23 tháng 3, 1966 (21 tuổi)  |         | LDU Quito        |
| 2  | HV | Luis Mosquera      | 14 tháng 12, 1964 (22 tuổi) |         | El Nacional      |
| 3  | HV | Kléber Fajardo     | 1 tháng 1, 1965 (22 tuổi)   |         | Emelec           |
| 4  | HV | Wilson Macías      | 30 tháng 9, 1965 (21 tuổi)  |         | Filanbanco       |
| 5  | TV | Edgar Domínguez    | 23 tháng 12, 1962 (24 tuổi) |         | Filanbanco       |
| 6  | HV | Luis Capurro       | 1 tháng 5, 1961 (26 tuổi)   |         | Filanbanco       |
| 7  | TV | Jaime Baldeón      | 25 tháng 2, 1959 (28 tuổi)  |         | El Nacional      |
| 8  | TV | Alex Aguinaga      | 9 tháng 7, 1968 (18 tuổi)   |         | Deportivo Quito  |
| 9  | TĐ | Lupo Quiñónez      | 12 tháng 2, 1957 (30 tuổi)  |         | Barcelona        |
| 10 | TV | Hamilton Cuvi      | 8 tháng 5, 1960 (27 tuổi)   |         | Filanbanco       |
| 11 | TĐ | Geovanny Mera      | 16 tháng 8, 1962 (24 tuổi)  |         | El Nacional      |
| 12 | TM | Carlos Morales     | 12 tháng 5, 1965 (22 tuổi)  |         | Barcelona        |
| 13 | HV | Pablo Marín        | 22 tháng 8, 1965 (21 tuổi)  |         | Deportivo Cuenca |
| 14 | TĐ | Ney Avilés         | 16 tháng 2, 1964 (23 tuổi)  |         | Emelec           |
| 15 | HV | Urlín Canga        | 29 tháng 8, 1959 (27 tuổi)  |         | Emelec           |
| 16 | HV | Juan Carlos Jácome | 6 tháng 11, 1960 (26 tuổi)  |         | LDU Quito        |
| 17 | TV | Pietro Marsetti    | 21 tháng 11, 1964 (22 tuổi) |         | LDU Quito        |
| 18 | TV | Galo Vásquez       | 3 tháng 12, 1956 (30 tuổi)  |         | Barcelona        |
| 19 | TV | José Jacinto Vega  | 28 tháng 10, 1958 (28 tuổi) |         | Barcelona        |
| 20 | TM | Carlos Enríquez    | 22 tháng 5, 1966 (21 tuổi)  |         | Deportivo Quito  |

### Perú
Huấn luyện viên: Fernando Cuellar
| Số | Vt | Cầu thủ              | Ngày sinh (tuổi)            | Số trận | Câu lạc bộ        |
| -- | -- | -------------------- | --------------------------- | ------- | ----------------- |
| 1  | TM | César Chávez Riva    | 22 tháng 11, 1964 (22 tuổi) |         | Universitario     |
| 2  | HV | Percy Olivares       | 6 tháng 5, 1968 (19 tuổi)   |         | Sporting Cristal  |
| 3  | HV | Martín Duffó         | 2 tháng 1, 1963 (24 tuổi)   |         | Juventud La Palma |
| 4  | HV | Leonardo Rojas       | 9 tháng 10, 1962 (24 tuổi)  |         | Universitario     |
| 5  | HV | Pedro Requena        | 15 tháng 10, 1961 (25 tuổi) |         | Universitario     |
| 6  | TV | Javier Chirinos      | 8 tháng 5, 1960 (27 tuổi)   |         | Universitario     |
| 7  | TV | César Loyola         | 13 tháng 9, 1965 (21 tuổi)  |         | Sporting Cristal  |
| 8  | TV | Eduardo Malásquez    | 13 tháng 10, 1957 (29 tuổi) |         | Universitario     |
| 9  | TĐ | Franco Navarro       | 10 tháng 11, 1961 (25 tuổi) |         | Independiente     |
| 10 | TV | Julio César Uribe    | 9 tháng 5, 1958 (29 tuổi)   |         | América de Cali   |
| 11 | TĐ | Jorge Hirano         | 14 tháng 8, 1956 (30 tuổi)  |         | Bolívar           |
| 12 | TM | José González Ganoza | 10 tháng 7, 1954 (32 tuổi)  |         | Alianza Lima      |
| 13 | HV | Jorge Arteaga        | 29 tháng 12, 1966 (20 tuổi) |         | Sporting Cristal  |
| 14 | HV | Juan Reynoso         | 28 tháng 12, 1969 (17 tuổi) |         | Alianza Lima      |
| 15 | TV | Jorge Cordero        | 2 tháng 1, 1962 (25 tuổi)   |         | Unión Huaral      |
| 16 | HV | Jorge Olaechea       | 27 tháng 8, 1956 (30 tuổi)  |         | Deportivo Cali    |
| 17 | TV | Luis Reyna           | 6 tháng 5, 1959 (28 tuổi)   |         | Universitario     |
| 18 | HV | Cedric Vásquez       | 2                           |         | San Agustín       |
| 19 | TĐ | Eugenio La Rosa      | 20 tháng 12, 1962 (24 tuổi) |         | Alianza Lima      |
| 20 | TV | Roberto Martínez     | 3 tháng 12, 1967 (19 tuổi)  |         | San Agustín       |
| 21 | TV | José del Solar       | 28 tháng 11, 1967 (19 tuổi) |         | San Agustín       |
| 22 | TĐ | José Anselmo Soto    | 21 tháng 4, 1965 (22 tuổi)  |         | UTC               |

## Bảng B

### Brasil
Huấn luyện viên: Carlos Alberto Silva
| Số | Vt | Cầu thủ       | Ngày sinh (tuổi)            | Số trận | Câu lạc bộ       |
| -- | -- | ------------- | --------------------------- | ------- | ---------------- |
| 1  | TM | Carlos        | 4 tháng 3, 1956 (31 tuổi)   |         | Corinthians      |
| 2  | HV | Josimar       | 19 tháng 9, 1961 (25 tuổi)  |         | Botafogo (RJ)    |
| 3  | HV | Geraldão      | 24 tháng 4, 1963 (24 tuổi)  |         | Cruzeiro         |
| 4  | HV | Ricardo Rocha | 11 tháng 9, 1962 (24 tuổi)  |         | Guarani          |
| 5  | HV | Douglas       | 1 tháng 3, 1963 (24 tuổi)   |         | Cruzeiro         |
| 6  | HV | Nelsinho      | 31 tháng 12, 1962 (24 tuổi) |         | São Paulo        |
| 7  | TĐ | Müller        | 31 tháng 1, 1966 (21 tuổi)  |         | São Paulo        |
| 8  | TV | Raí           | 15 tháng 5, 1965 (22 tuổi)  |         | Botafogo (SP)    |
| 9  | TĐ | Careca        | 4 tháng 10, 1960 (26 tuổi)  |         | Napoli           |
| 10 | TV | Edú Marangón  | 2 tháng 2, 1963 (24 tuổi)   |         | Portuguesa       |
| 11 | TV | Valdo         | 12 tháng 1, 1964 (23 tuổi)  |         | Grêmio           |
| 12 | TM | Zé Carlos     | 7 tháng 2, 1962 (25 tuổi)   |         | Flamengo         |
| 13 | HV | Jorginho      | 17 tháng 8, 1964 (22 tuổi)  |         | Flamengo         |
| 14 | HV | Ricardo Gomes | 13 tháng 12, 1964 (22 tuổi) |         | Fluminense       |
| 15 | HV | Júlio César   | 8 tháng 3, 1963 (24 tuổi)   |         | Montpellier      |
| 16 | TV | Dunga         | 31 tháng 10, 1963 (23 tuổi) |         | Vasco da Gama    |
| 17 | TĐ | Edu Manga     | 2 tháng 2, 1967 (20 tuổi)   |         | Palmeiras        |
| 18 | TV | Silas         | 27 tháng 8, 1965 (21 tuổi)  |         | São Paulo        |
| 19 | TĐ | Romário       | 29 tháng 1, 1966 (21 tuổi)  |         | Vasco da Gama    |
| 20 | TĐ | Mirandinha    | 2 tháng 7, 1959 (27 tuổi)   |         | Newcastle United |
| 21 | TĐ | João Paulo    | 7 tháng 9, 1964 (22 tuổi)   |         | Guarani          |
| 22 | TM | Régis         | 23 tháng 4, 1965 (22 tuổi)  |         | America          |

### Chile
Huấn luyện viên: Orlando Aravena
| Số | Vt | Cầu thủ              | Ngày sinh (tuổi)            | Số trận | Câu lạc bộ           |
| -- | -- | -------------------- | --------------------------- | ------- | -------------------- |
| 1  | TM | Roberto Rojas        | 26 tháng 10, 1955 (31 tuổi) |         | Colo-Colo            |
| 2  | HV | Patricio Reyes       | 27 tháng 11, 1957 (29 tuổi) |         | Universidad de Chile |
| 3  | HV | Ricardo Toro         | 16 tháng 12, 1961 (25 tuổi) |         | Palestino            |
| 4  | HV | Luis Hormazábal      | 13 tháng 2, 1959 (28 tuổi)  |         | Colo-Colo            |
| 5  | TV | Luis Rodríguez       | 16 tháng 3, 1961 (26 tuổi)  |         | Universidad de Chile |
| 6  | TV | Jaime Pizarro        | 2 tháng 3, 1964 (23 tuổi)   |         | Colo-Colo            |
| 7  | TĐ | Ivo Basay            | 13 tháng 4, 1966 (21 tuổi)  |         | Everton              |
| 8  | TV | Eduardo Gómez        | 2 tháng 6, 1958 (29 tuổi)   |         | Cobreloa             |
| 9  | TĐ | Juan Carlos Letelier | 20 tháng 2, 1959 (28 tuổi)  |         | Cobreloa             |
| 10 | TĐ | Jorge Contreras      | 3 tháng 7, 1960 (26 tuổi)   |         | Las Palmas           |
| 11 | HV | Fernando Astengo     | 8 tháng 1, 1960 (27 tuổi)   |         | Grêmio               |
| 12 | TM | Marco Cornez         | 15 tháng 10, 1957 (29 tuổi) |         | Universidad Católica |
| 13 | TV | Jaime Vera           | 25 tháng 3, 1963 (24 tuổi)  |         | Colo-Colo            |
| 14 | TV | Ruben Espinoza       | 1 tháng 6, 1961 (26 tuổi)   |         | Universidad Católica |
| 15 | TĐ | Osvaldo Hurtado      | 2 tháng 11, 1957 (29 tuổi)  |         | Universidad Católica |
| 16 | TĐ | Iván Zamorano        | 18 tháng 1, 1967 (20 tuổi)  |         | Cobresal             |
| 17 | TV | Sergio Salgado       | 12 tháng 8, 1958 (28 tuổi)  |         | Cobresal             |
| 18 | TV | Patricio Mardones    | 17 tháng 7, 1962 (24 tuổi)  |         | Universidad Católica |
| 19 | HV | Alex Martínez        | 26 tháng 10, 1959 (27 tuổi) |         | Universidad Católica |
| 20 | TV | Hector Puebla        | 10 tháng 7, 1955 (31 tuổi)  |         | Cobreloa             |
| 21 | TĐ | Hugo Rubio           | 5 tháng 7, 1960 (26 tuổi)   |         | Colo-Colo            |
| 22 | TM | Mario Osbén          | 14 tháng 7, 1950 (36 tuổi)  |         | Cobreloa             |

### Venezuela
Huấn luyện viên:  Rafael Santana
| Số | Vt | Cầu thủ              | Ngày sinh (tuổi)            | Số trận | Câu lạc bộ             |
| -- | -- | -------------------- | --------------------------- | ------- | ---------------------- |
| 1  | TM | César Baena          | 16 tháng 1, 1961 (26 tuổi)  |         | Caracas FC             |
| 2  | HV | René Torres          | 13 tháng 10, 1960 (26 tuổi) |         | Estudiantes de Mérida  |
| 3  | HV | Julio Quintero       | 31 tháng 10, 1964 (22 tuổi) |         | Portuguesa             |
| 4  | HV | Pedro Acosta         | 28 tháng 11, 1959 (27 tuổi) |         | Marítimo               |
| 5  | HV | Héctor Rivas         | 27 tháng 9, 1968 (18 tuổi)  |         | Marítimo               |
| 6  | TV | José Francisco Nieto |                             |         | Unión Atlético Táchira |
| 7  | HV | Franco Rizzi         | 13 tháng 7, 1964 (22 tuổi)  |         | Marítimo               |
| 8  | TĐ | Nelson Carrero       | 8 tháng 2, 1953 (34 tuổi)   |         | Marítimo               |
| 9  | TĐ | Herbert Márquez      | 10 tháng 11, 1961 (25 tuổi) |         | Marítimo               |
| 10 | TV | Carlos Maldonado     | 30 tháng 7, 1963 (23 tuổi)  |         | Unión Atlético Táchira |
| 11 | TĐ | Wilton Arreaza       | 12 tháng 8, 1966 (20 tuổi)  |         | Caracas FC             |
| 12 | TM | Daniel Nikolac       | 11 tháng 5, 1961 (26 tuổi)  |         | Marítimo               |
| 13 | TV | Ildemaro Fernández   | 27 tháng 12, 1961 (25 tuổi) |         | Estudiantes de Mérida  |
| 14 | TĐ | Iván Isea            | 12 tháng 2, 1964 (23 tuổi)  |         | Marítimo               |
| 15 | HV | Zdenko Morovic       | 31 tháng 8, 1966 (20 tuổi)  |         | Deportivo Italia       |
| 16 | HV | Pablo Mendoza        |                             |         | Deportivo Italia       |
| 17 | TV | Robert Ellie         | 11 tháng 5, 1959 (28 tuổi)  |         | Caracas FC             |
| 18 | TV | Asdrúbal Sánchez     | 1 tháng 4, 1958 (29 tuổi)   |         | Estudiantes de Mérida  |
| 19 | TĐ | Ángel Castillo       | 18 tháng 4, 1957 (30 tuổi)  |         | Deportivo Italia       |
| 20 | TV | William Méndez       | 10 tháng 12, 1958 (28 tuổi) |         | Unión Atlético Táchira |
| 21 | HV | Gerardo Ferrebús     |                             |         | Caracas FC             |
| 22 | TĐ | Rodolfo Carvajal     | 8 tháng 2, 1952 (35 tuổi)   |         | Estudiantes de Mérida  |

## Bảng C

### Bolivia
Huấn luyện viên:  Nito Veiga
| Số | Vt | Cầu thủ               | Ngày sinh (tuổi)            | Số trận | Câu lạc bộ        |
| -- | -- | --------------------- | --------------------------- | ------- | ----------------- |
| 1  | TM | Luis Galarza          | 26 tháng 12, 1950 (36 tuổi) |         | The Strongest     |
| 2  | HV | Rómer Roca            | 1 tháng 7, 1966 (20 tuổi)   |         | Oriente Petrolero |
| 3  | HV | Miguel Ángel Noro     | 22 tháng 8, 1961 (25 tuổi)  |         | Blooming          |
| 4  | HV | Félix Vera            | 18 tháng 5, 1961 (26 tuổi)  |         | Jorge Wilstermann |
| 5  | HV | Rolando Coimbra       | 25 tháng 2, 1960 (27 tuổi)  |         | Blooming          |
| 6  | HV | Eduardo Villegas      | 29 tháng 3, 1964 (23 tuổi)  |         | The Strongest     |
| 7  | TV | Marciano Saldías      | 26 tháng 4, 1966 (21 tuổi)  |         | Oriente Petrolero |
| 8  | TV | José Milton Melgar    | 20 tháng 9, 1959 (27 tuổi)  |         | Boca Juniors      |
| 9  | TV | Federico Justiniano   | 18 tháng 7, 1964 (22 tuổi)  |         | Destroyers        |
| 10 | TV | Carlos Borja          | 25 tháng 12, 1956 (30 tuổi) |         | Bolívar           |
| 11 | TĐ | José Wilson Avila     | 19 tháng 4, 1958 (29 tuổi)  |         | Oriente Petrolero |
| 12 | TM | Marco Antonio Barrero | 26 tháng 1, 1962 (25 tuổi)  |         | Jorge Wilstermann |
| 13 | TV | Mauricio Ramos        | 9 tháng 3, 1969 (18 tuổi)   |         | Tahuichi Academy  |
| 14 | TĐ | Roly Paniagua         | 14 tháng 11, 1966 (20 tuổi) |         | Blooming          |
| 15 | TĐ | Álvaro Peña           | 11 tháng 9, 1966 (20 tuổi)  |         | Blooming          |
| 16 | TĐ | Oscar Ramírez         | 29 tháng 7, 1961 (25 tuổi)  |         | Oriente Petrolero |
| 17 | TĐ | Víctor Hugo Antelo    | 2 tháng 11, 1964 (22 tuổi)  |         | Oriente Petrolero |
| 18 | HV | Carlos Arias          | 25 tháng 8, 1956 (30 tuổi)  |         | Bolívar           |
| 19 | TĐ | Gastón Taborga        | 11 tháng 11, 1960 (26 tuổi) |         | Blooming          |
| 20 | TĐ | Silvio Rojas          | 3 tháng 11, 1959 (27 tuổi)  |         | Blooming          |

- Marciano Saldías and Mauricio Ramos remained on standby in Bolivia and did not travel to Argentina.

### Colombia
Huấn luyện viên: Francisco Maturana
| Số | Vt | Cầu thủ               | Ngày sinh (tuổi)            | Số trận | Câu lạc bộ        |
| -- | -- | --------------------- | --------------------------- | ------- | ----------------- |
| 1  | TM | René Higuita          | 26 tháng 8, 1966 (20 tuổi)  |         | Atlético Nacional |
| 2  | HV | Luis Carlos Perea     | 29 tháng 12, 1963 (23 tuổi) |         | Atlético Nacional |
| 3  | HV | Nolberto Molina       | 5 tháng 1, 1953 (34 tuổi)   |         | Atlético Nacional |
| 4  | HV | Luis Fernando Herrera | 12 tháng 2, 1962 (25 tuổi)  |         | Atlético Nacional |
| 5  | HV | Carlos Hoyos          | 28 tháng 2, 1962 (25 tuổi)  |         | Deportivo Cali    |
| 6  | TV | Ricardo Pérez         | 24 tháng 10, 1963 (23 tuổi) |         | Atlético Nacional |
| 7  | TĐ | Antony de Ávila       | 21 tháng 12, 1962 (24 tuổi) |         | América de Cali   |
| 8  | TV | Leonel Álvarez        | 29 tháng 7, 1965 (21 tuổi)  |         | Atlético Nacional |
| 9  | TĐ | Juan Jairo Galeano    | 12 tháng 8, 1962 (24 tuổi)  |         | Atlético Nacional |
| 10 | TV | Carlos Valderrama     | 2 tháng 9, 1961 (25 tuổi)   |         | Deportivo Cali    |
| 11 | TV | Bernardo Redín        | 23 tháng 2, 1963 (24 tuổi)  |         | Deportivo Cali    |
| 12 | TM | Mario Jiménez         | 26 tháng 5, 1959 (28 tuổi)  |         | Deportes Quindío  |
| 13 | TĐ | John Jairo Trellez    | 29 tháng 4, 1968 (19 tuổi)  |         | Atlético Nacional |
| 14 | HV | Alexis Mendoza        | 9 tháng 11, 1961 (25 tuổi)  |         | Atlético Junior   |
| 15 | TĐ | Sergio Angulo         | 14 tháng 9, 1960 (26 tuổi)  |         | Deportivo Cali    |
| 16 | HV | Jorge Porras          | 25 tháng 12, 1959 (27 tuổi) |         | América de Cali   |
| 17 | TV | Mario Coll            | 20 tháng 8, 1960 (26 tuổi)  |         | Atlético Junior   |
| 18 | TV | Gabriel Gómez         | 15 tháng 12, 1959 (27 tuổi) |         | Millonarios       |
| 19 | TĐ | Arnoldo Iguarán       | 16 tháng 1, 1957 (30 tuổi)  |         | Millonarios       |
| 20 | TV | Álex Escobar          | 8 tháng 2, 1965 (22 tuổi)   |         | América de Cali   |

### Paraguay
Huấn luyện viên: Silvio Parodi
| Số | Vt | Cầu thủ               | Ngày sinh (tuổi)            | Số trận | Câu lạc bộ          |
| -- | -- | --------------------- | --------------------------- | ------- | ------------------- |
| 1  | TM | Roberto Fernández     | 9 tháng 7, 1954 (32 tuổi)   |         | Deportivo Cali      |
| 2  | HV | Juan Bautista Torales | 9 tháng 5, 1959 (28 tuổi)   |         | Libertad            |
| 3  | HV | Rogelio Delgado       | 12 tháng 10, 1959 (27 tuổi) |         | Olimpia             |
| 4  | HV | Justo Jacquet         | 9 tháng 9, 1961 (25 tuổi)   |         | Cerro Porteño       |
| 5  | HV | César Zabala          | 3 tháng 6, 1961 (26 tuổi)   |         | Cerro Porteño       |
| 6  | TV | Jorge Guasch          | 17 tháng 1, 1961 (26 tuổi)  |         | Olimpia             |
| 7  | TV | Julio César Romero    | 28 tháng 8, 1960 (26 tuổi)  |         | Fluminense          |
| 8  | HV | Gustavo Benítez       | 5 tháng 2, 1953 (34 tuổi)   |         | Olimpia             |
| 9  | TĐ | Roberto Cabañas       | 11 tháng 4, 1961 (26 tuổi)  |         | América de Cali     |
| 10 | TV | Adolfino Cañete       | 13 tháng 9, 1965 (21 tuổi)  |         | Unión Magdalena     |
| 11 | TĐ | Ramón Hicks           | 30 tháng 5, 1959 (28 tuổi)  |         | Sabadell            |
| 12 | TM | Raúl Navarro          | 14 tháng 3, 1962 (25 tuổi)  |         | Cerro Porteño       |
| 13 | HV | Virginio Cáceres      | 21 tháng 7, 1962 (24 tuổi)  |         | Guaraní             |
| 14 | HV | Librado Rodríguez     | 1957 (aged 29-30)           |         | Atlético Colegiales |
| 15 | HV | Marcelino Blanco      | 3 tháng 1, 1966 (21 tuổi)   |         | Sol de América      |
| 16 | TĐ | Eumelio Palacios      | 15 tháng 9, 1964 (22 tuổi)  |         | Libertad            |
| 17 | TĐ | Buenaventura Ferreira | 4 tháng 7, 1960 (26 tuổi)   |         | Guaraní             |
| 18 | TV | Félix Torres          | 28 tháng 4, 1962 (25 tuổi)  |         | Sol de América      |
| 19 | TĐ | Gabriel González      | 18 tháng 3, 1961 (26 tuổi)  |         | Cerro Porteño       |
| 20 | TV | Jorge Amado Nunes     | 18 tháng 10, 1961 (25 tuổi) |         | Olimpia             |
| 21 | TV | Rafael Bobadilla      | 4 tháng 10, 1963 (23 tuổi)  |         | Millonarios         |
| 22 | TM | Carlos Colarte        | ngày 1 tháng 9 năm 1961     |         | Sol de América      |

## Bán kết

### Uruguay
Huấn luyện viên: Roberto Fleitas
| Số | Vt | Cầu thủ              | Ngày sinh (tuổi)            | Số trận | Câu lạc bộ        |
| -- | -- | -------------------- | --------------------------- | ------- | ----------------- |
| 1  | TM | Jorge Seré           | 9 tháng 7, 1961 (25 tuổi)   |         | Danubio           |
| 2  | HV | Gonzalo Díaz         | 14 tháng 4, 1966 (21 tuổi)  |         | Wanderers         |
| 3  | HV | Nelson Gutiérrez     | 13 tháng 4, 1962 (25 tuổi)  |         | River Plate       |
| 4  | HV | Obdulio Trasante     | 20 tháng 4, 1960 (27 tuổi)  |         | Peñarol           |
| 5  | HV | José Pintos Saldanha | 25 tháng 3, 1964 (23 tuổi)  |         | Nacional          |
| 6  | TV | José Enrique Peña    | 25 tháng 5, 1963 (24 tuổi)  |         | Wanderers         |
| 7  | TĐ | Antonio Alzamendi    | 7 tháng 6, 1956 (31 tuổi)   |         | River Plate       |
| 8  | TV | Gustavo Matosas      | 25 tháng 5, 1967 (20 tuổi)  |         | Peñarol           |
| 9  | TĐ | Enrique Báez         | 16 tháng 1, 1966 (21 tuổi)  |         | Wanderers         |
| 10 | TV | Enzo Francéscoli     | 12 tháng 11, 1961 (25 tuổi) |         | Racing Club Paris |
| 11 | TĐ | Ruben Sosa           | 25 tháng 4, 1966 (21 tuổi)  |         | Real Zaragoza     |
| 12 | TM | Eduardo Pereira      | 21 tháng 3, 1954 (33 tuổi)  |         | Peñarol           |
| 13 | HV | Óscar Aguirregaray   | 25 tháng 10, 1959 (27 tuổi) |         | Defensor Sporting |
| 14 | HV | Alfonso Domínguez    | 24 tháng 9, 1965 (21 tuổi)  |         | Peñarol           |
| 15 | TV | José Perdomo         | 5 tháng 1, 1965 (22 tuổi)   |         | Peñarol           |
| 16 | TV | Pablo Bengoechea     | 27 tháng 6, 1965 (22 tuổi)  |         | Wanderers         |
| 17 | TV | Erardo Cóccaro       | 20 tháng 1, 1961 (26 tuổi)  |         | Progreso          |
| 18 | TĐ | Mauricio Silvera     | 30 tháng 12, 1964 (22 tuổi) |         | Nacional          |
| 19 | TĐ | Walter Pelletti      | 31 tháng 5, 1966 (21 tuổi)  |         | Wanderers         |
| 20 | TV | Gustavo Dalto        | 16 tháng 3, 1963 (24 tuổi)  |         | Danubio           |
| 21 | TV | Eduardo da Silva     | 19 tháng 8, 1966 (20 tuổi)  |         | Peñarol           |
| 22 | TM | Héctor Tuja          | 6 tháng 3, 1960 (27 tuổi)   |         | Defensor Sporting |